# Хотеч (Прага-Запад)
Поселок Хотеч расположен в районе Прага-запад, округа Бенешов, примерно в 17 км к юго-западу от центра Праги и в 5 км к северо-западу от города Черношице. На 2017 год проживает 383 человека.

## История

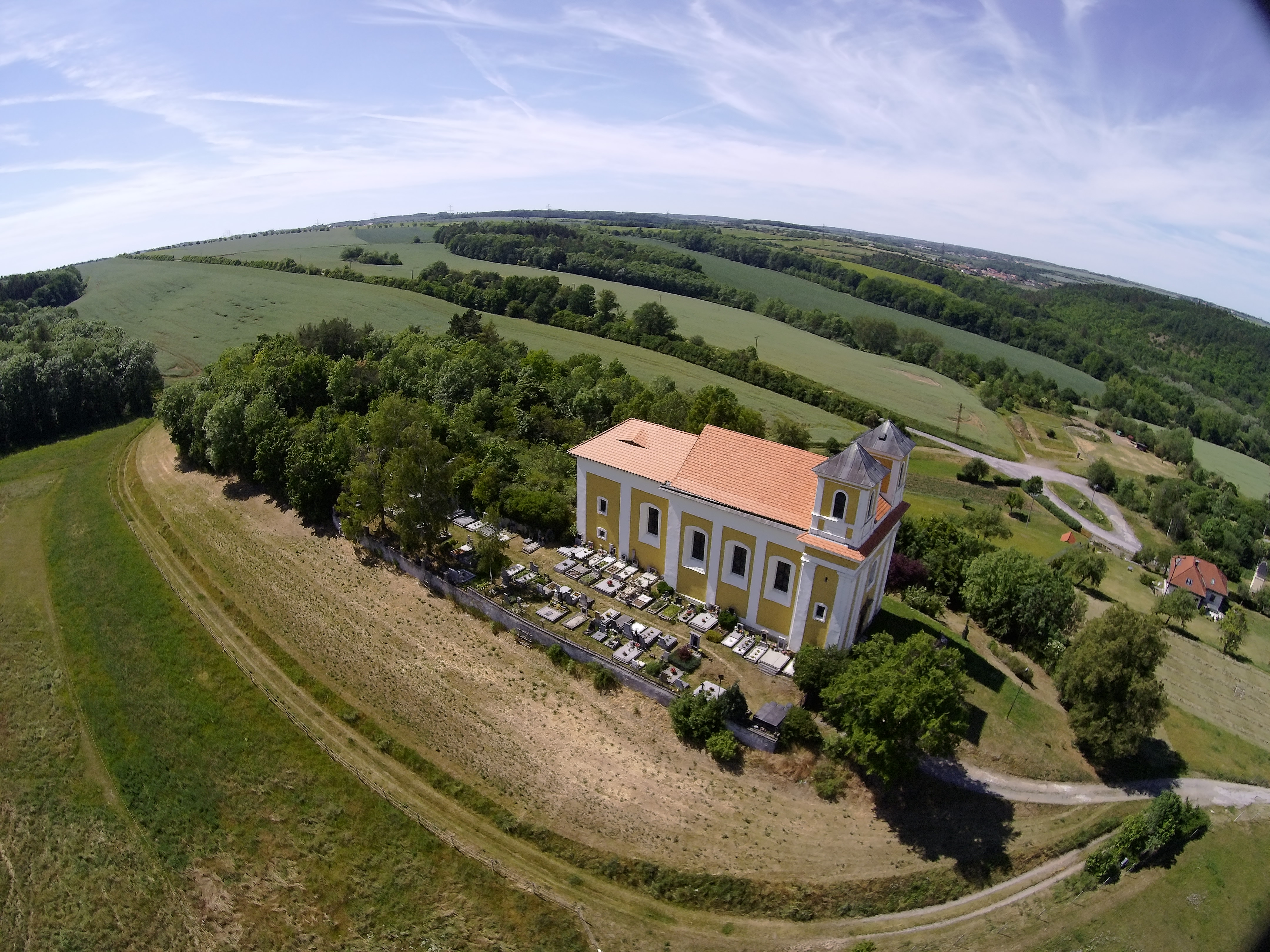
Костёл Святой Екатерины

Название Хотеч появилось задолго до появления самой деревни. Первоначально это было название Радотинского потока и леса, расположенного в этих местах. Здешние земли были в собственности цистерцианского монастыря в Пласих, который их сдавал в аренду светским владельцам. Поселок был основан только в начале XIV века, о чём свидетельствует упоминание 1336 года (villae Chots). Владел посёлком и окрестными землями в то время Йешек из Хотеча, его потомки наследовали эти земли и управляли ими несколько десятилетий. В середине XV века упоминается вторая крепость, её остатки в стиле ренессанс сейчас являются частью бывшего хозяйства. Это фрагменты сграффито с растительным орнаментом. От первой крепости остался только ров. Скорее всего она была построена в 1301 году Елиашем из Тухомержиц. Вторая резиденция, построенная в центре, была конфискована в 1622 у Йржи Магрла из Солишка за участие в восстании чешских сословий. Все имущество перешло капелле Всех Святых на Пражском граде. Во дворе здания две статуи, Святой Екатерины и Святого Яна Непомуцкого, уставленные в 1764 году.
В юго-западном направлении от Хотеча в отдалении от посёлка стоит костёл Святой Екатерины, построенный в 1697-1709 годах. При пожаре в 1856 году в одной из двух башней костела обрушилась кладка, за которой обнаружились мумифицированные останки местного приказчика. Судя по обкусанным пальцам и скинутой крышке гроба, он был похоронен живым.

## Достопримечательности
- Костёл Святой Екатерины
- Статуя святой Екатерины на площади
- Городище Na zámkách (На замках)
- Несколько старых мельниц в долине Радотинского потока

## Население
| Год  | Численность | Численность |
| ---- | ----------- | ----------- |
| 1869 | 340         | [ 6 ]       |
| 1880 | 352         | [ 6 ]       |
| 1890 | 427         | [ 6 ]       |
| 1900 | 382         | [ 6 ]       |
| 1910 | 384         | [ 6 ]       |
| 1921 | 403         | [ 6 ]       |
| 1930 | 425         | [ 6 ]       |
| 1950 | 332         | [ 6 ]       |
| 1961 | 305         | [ 6 ]       |
| 1970 | 287         | [ 6 ]       |
| 1980 | 272         | [ 6 ]       |
| 1991 | 281         | [ 6 ]       |
| 2001 | 289         | [ 6 ]       |
| 2014 | 367         | [ 7 ]       |
| 2016 | 384         | [ 8 ]       |
| 2017 | 383         | [ 9 ]       |
| 2018 | 382         | [ 10 ]      |
| 2019 | 366         | [ 11 ]      |
| 2020 | 374         | [ 12 ]      |
| 2021 | 377         | [ 13 ]      |
| 2022 | 376         | [ 14 ]      |
| 2023 | 379         | [ 15 ]      |
| 2024 | 379         | [ 3 ]       |

## Галерея

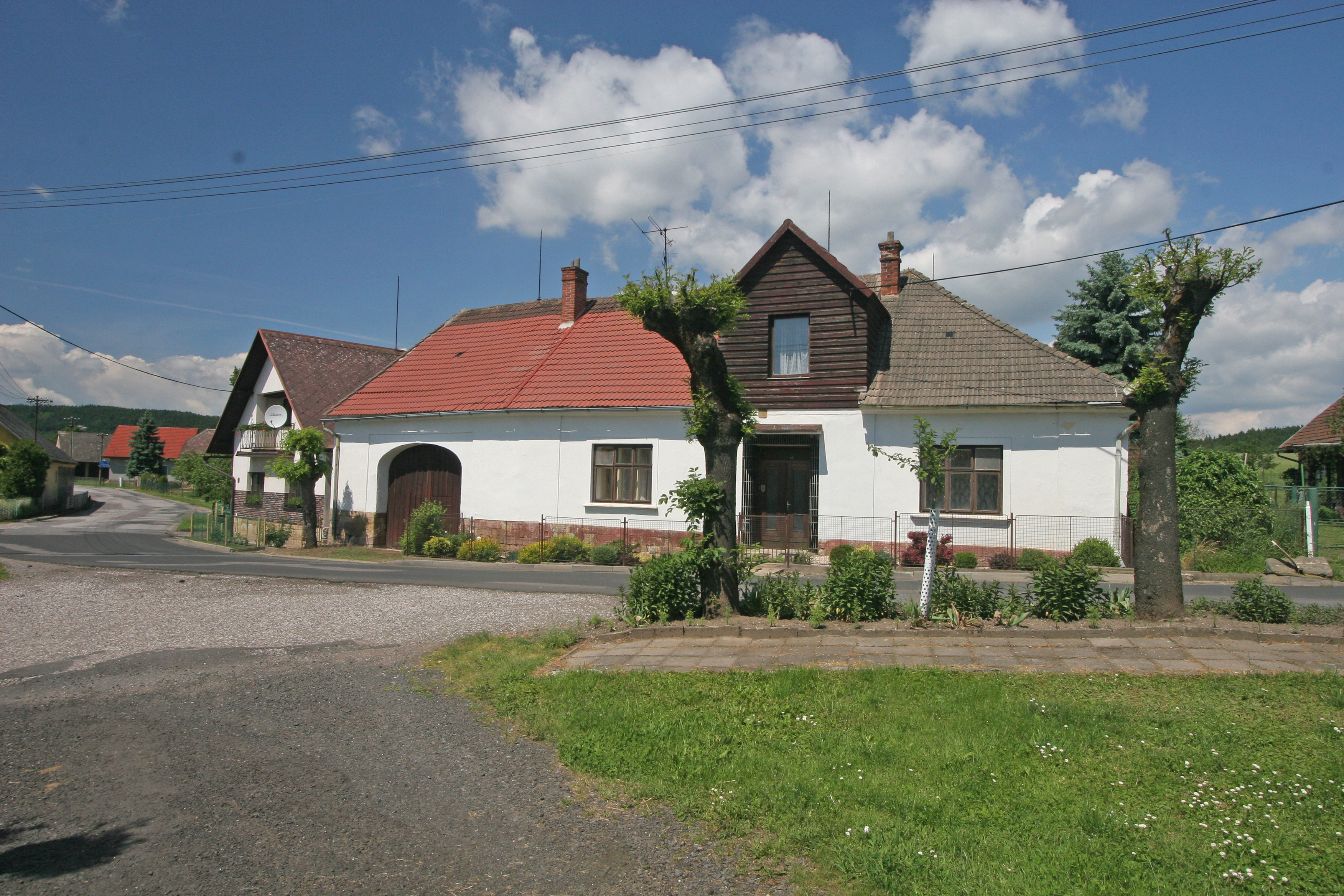
Хотеч,д. 45
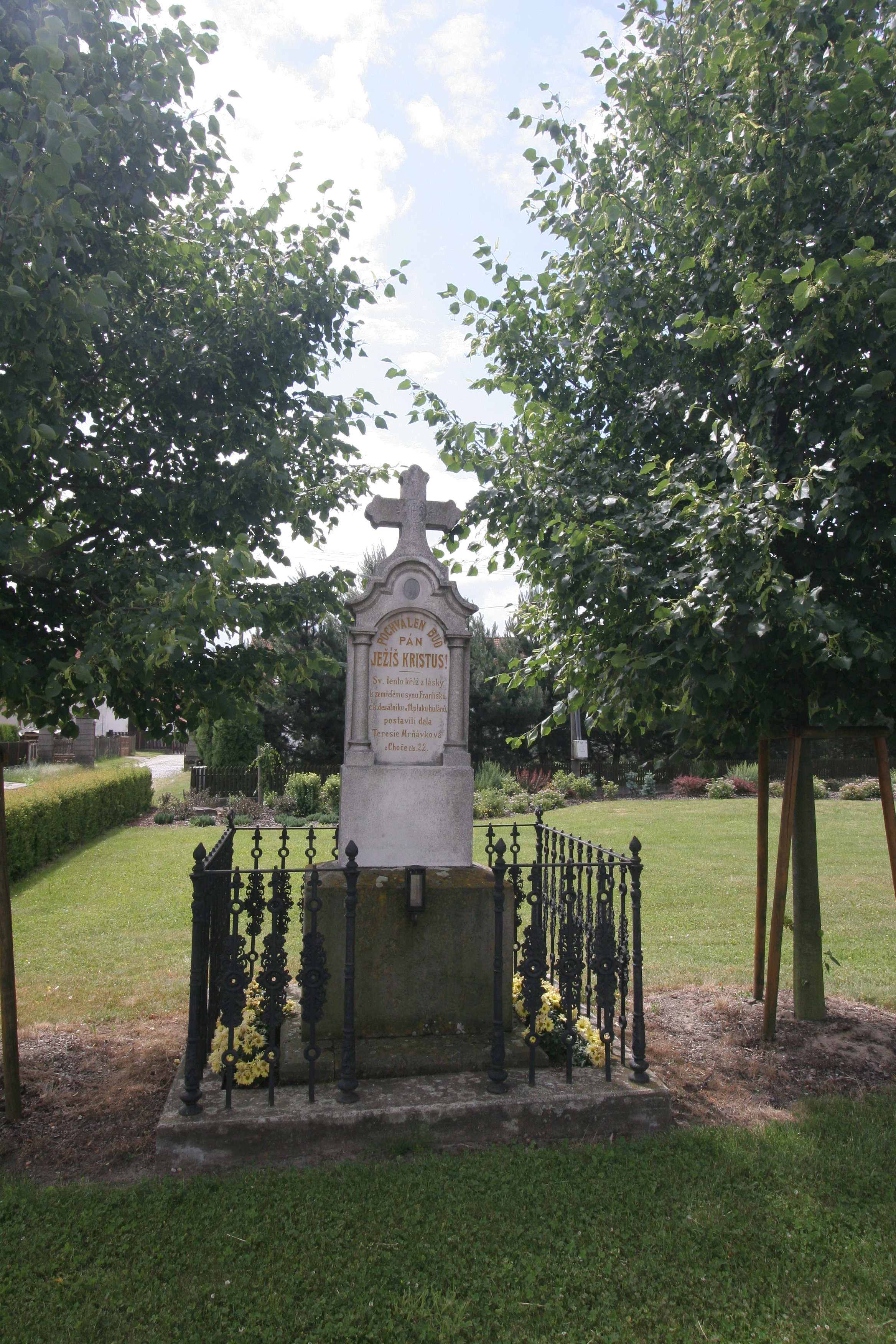
Хотеч, памятный крест
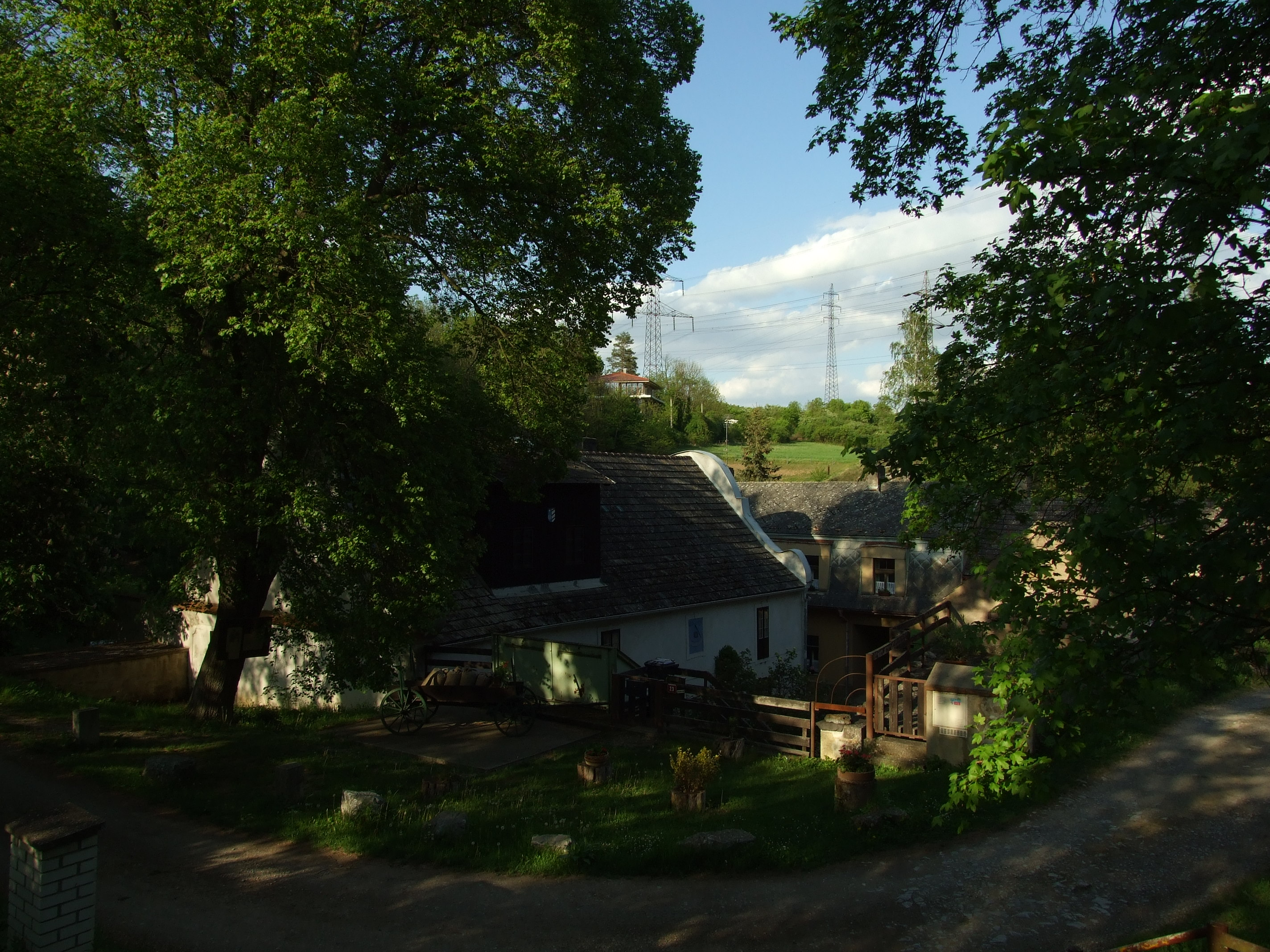
Хотеч, Мельница
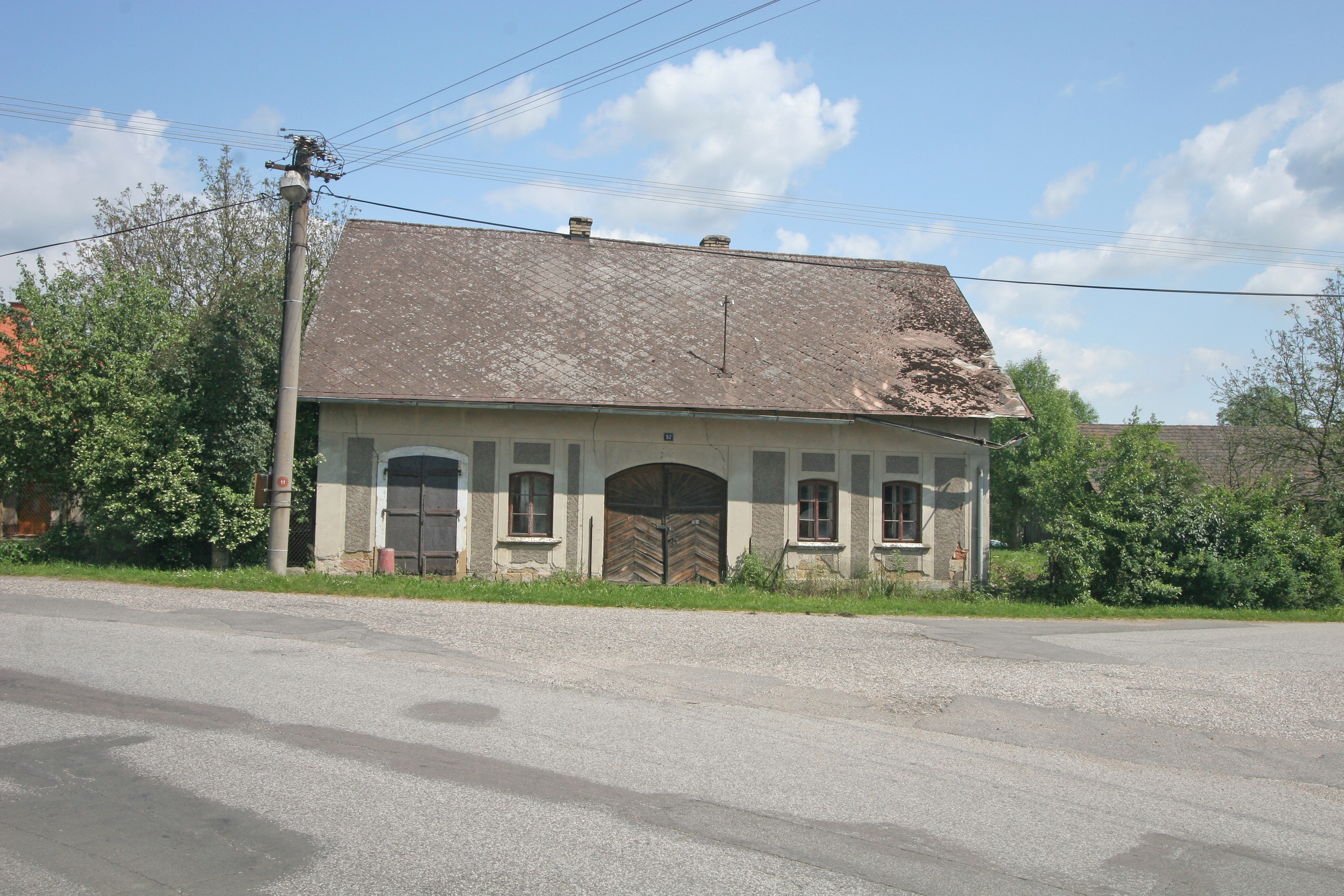
Хотеч, д. 92
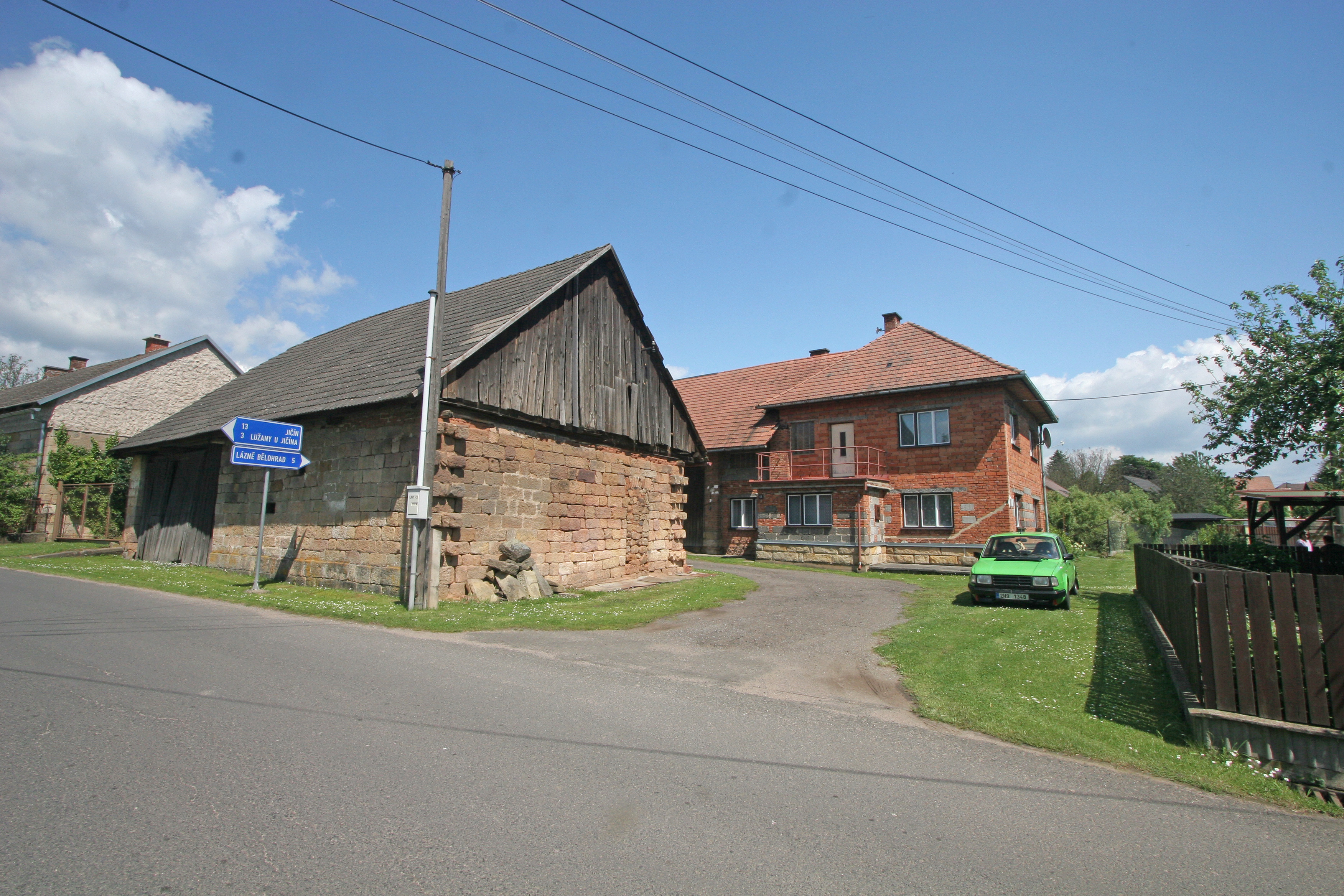
Хотеч, д. 66
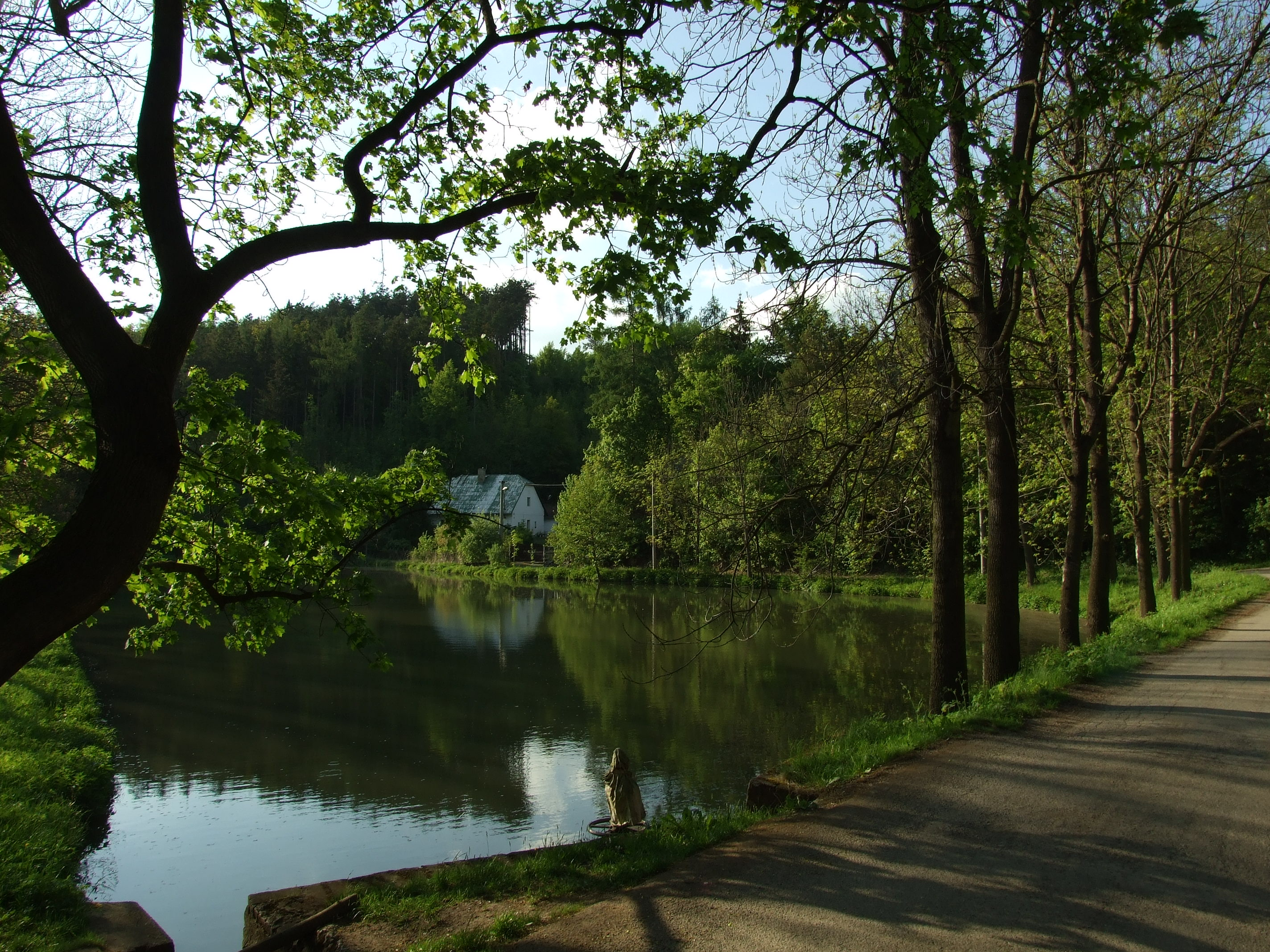
Хотеч,пруд
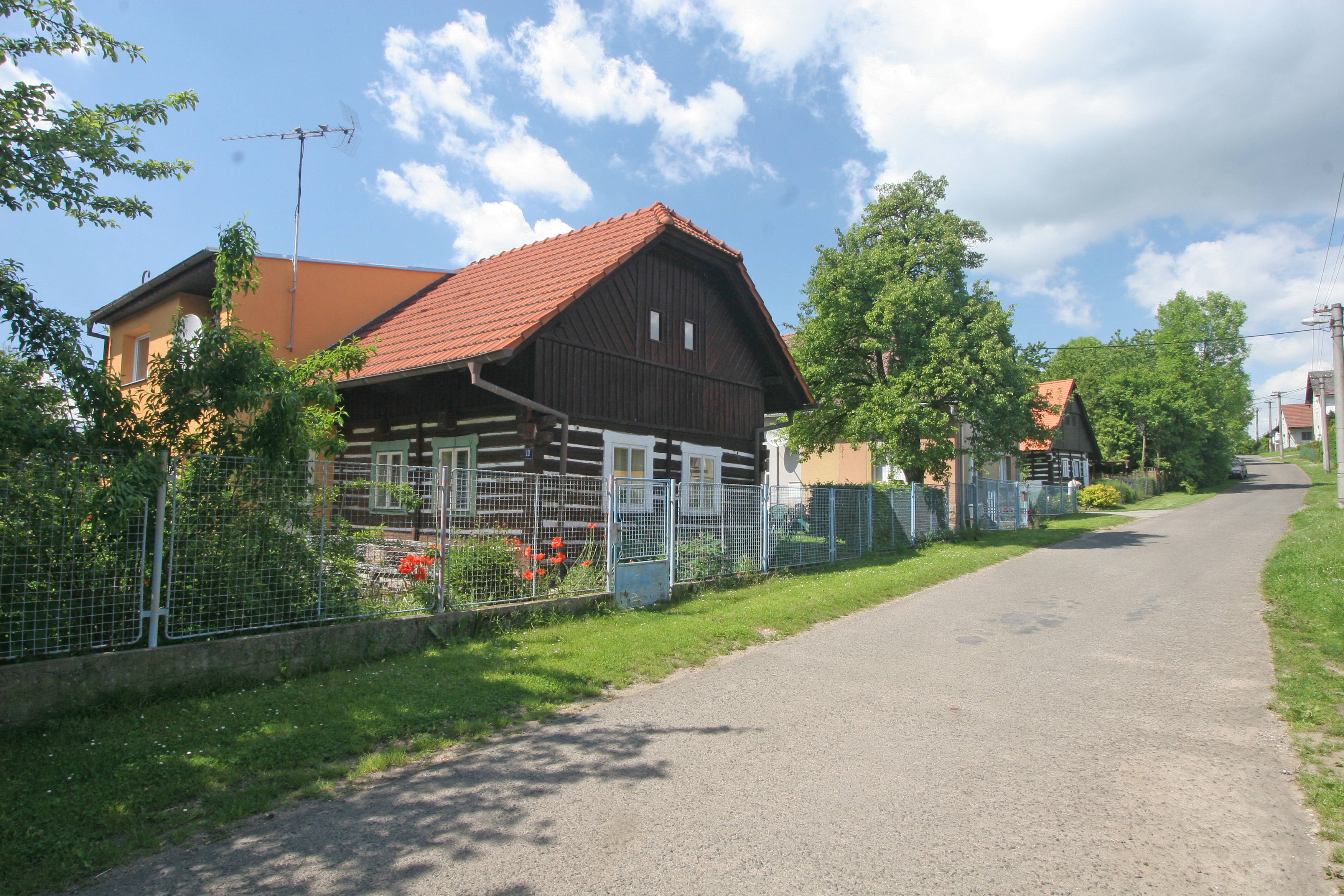
Хотеч, д. 19